# 김성우 (기자)
김성우(1971년 ~ )는 대한민국의 MBC 보도본부의 기자이다.